# 王林 (1965年)
王林（1965年12月—），男，汉族，中华人民共和国政治人物，现任中国共产党第二十届中央纪律检查委员会委员，中央纪委国家监委驻海关总署纪检监察组组长、海关总署党委委员。